# Microgale longicaudata
Il tenrec toporagno minore a coda lunga (Microgale longicaudata) è una specie di tenrec endemica del Madagascar, dove abita le zone ricoperte di foresta pluviale ad altezze variabili, sia in pianura che in aree montuose.
Misura circa 7–8 cm, più almeno altrettanti di coda (che spesso è più lunga del corpo).
La pelliccia è soffice e di color grigio scuro, con sfumature tendenti all'arancione nel quarto posteriore del corpo. L'aspetto complessivo è molto simile a quello dei toporagni: le zampe posteriori sono curiosamente simili per costituzione a quelle delle rane.
Nonostante sia segnato dall'IUCN come "a basso rischio", recentemente la specie sta soffrendo molto per la perdita dell'habitat a causa del disboscamento.